# Teardrops (George Harrison)
Teardrops è un brano di George Harrison, incluso sul suo album Somewhere in England del 1981. Fu una delle quattro canzoni che rimpiazzarono delle altre tracce, considerate troppo poco commerciali dalla Warner Brothers; le altre tre erano All Those Years Ago, Blood from a Clone e That Wich I Have Lost. Le quattro rimpiazzarono i pezzi Tears of the World, Lay His Head, Flying Hour e Sat Singing. Teardrops venne pubblicata come singolo, con al lato B Save the World, il 31 luglio 1981; mentre in Gran Bretagna non entrò in classifica, negli States arrivò alla 51º posizione della classifica Mainstream Rock ed alla 102º di Billboard. In seguito, la canzone venne inclusa nella raccolta The Dark Horse Years 1976-1992, pubblicata nel 2004. Il sito Blogcritics ha considerato il brano come un pezzo né buono né cattivo.